# Antonino Barcellona
Antonino Barcellona (Palermo, 22 novembre 1726 – Palermo, 5 maggio 1805) è stato un presbitero e teologo italiano.
Dopo aver studiato teologia presso il Collegio dei Gesuiti di Palermo, Antonino Barcellona entrò nella Congregazione dell'oratorio di San Filippo Neri. Tra i vari campi d'interesse che coltivò vi fu quello dello studio della Bibbia. Nella sua attività di biblista si impegnò a dare un fondamento positivo e storico alla teologia. Fu tra i primi ad applicare il metodo comparativo nello studio delle sacre scritture.